# Condica aroana
Condica aroana là một loài Noctuidae thấy ở Úc và Borneo.
Có một dấu hình quả thận ở trung tâm mỗi cánh trước, cánh sau màu nâu..

## Hình ảnh

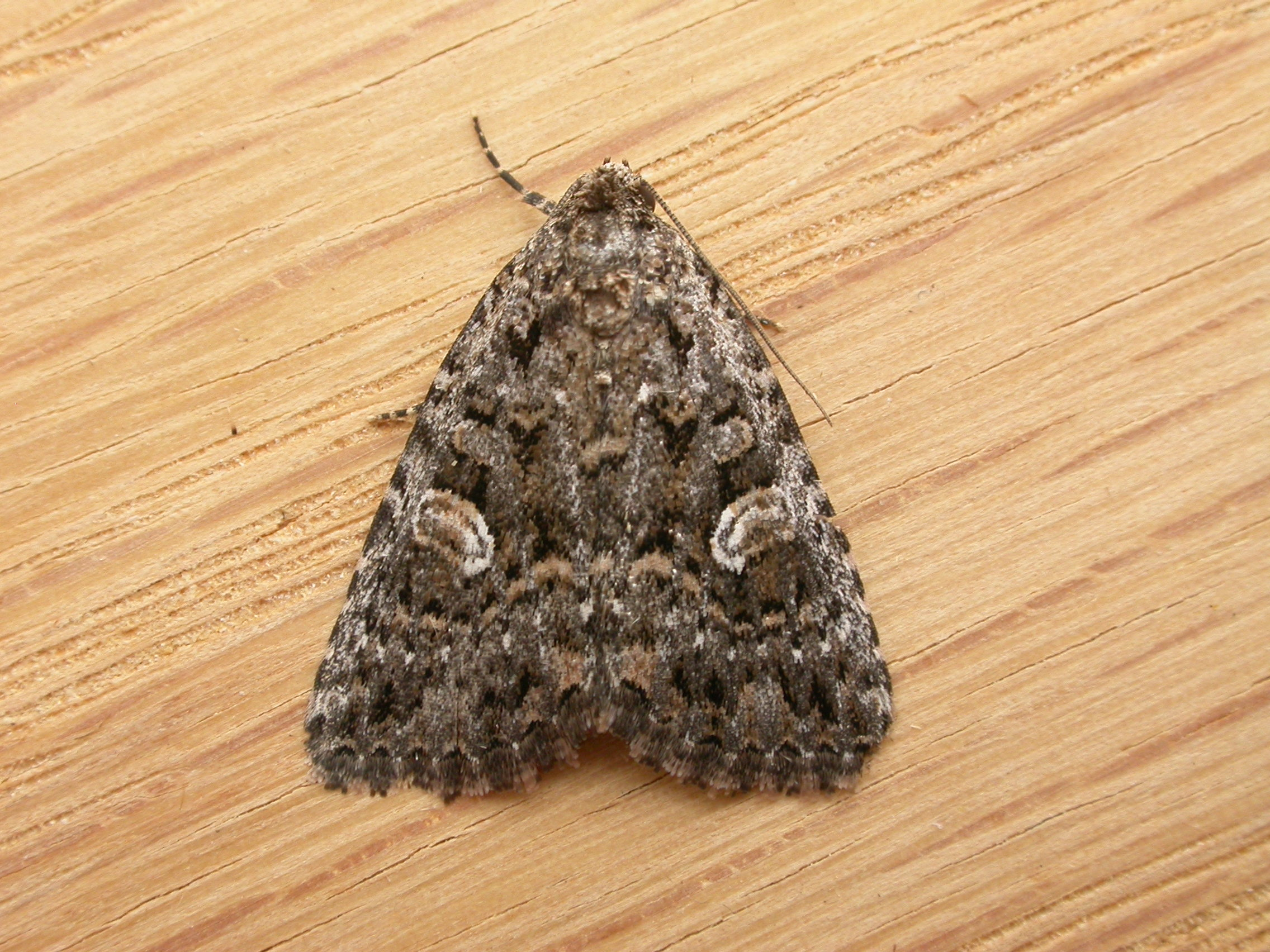
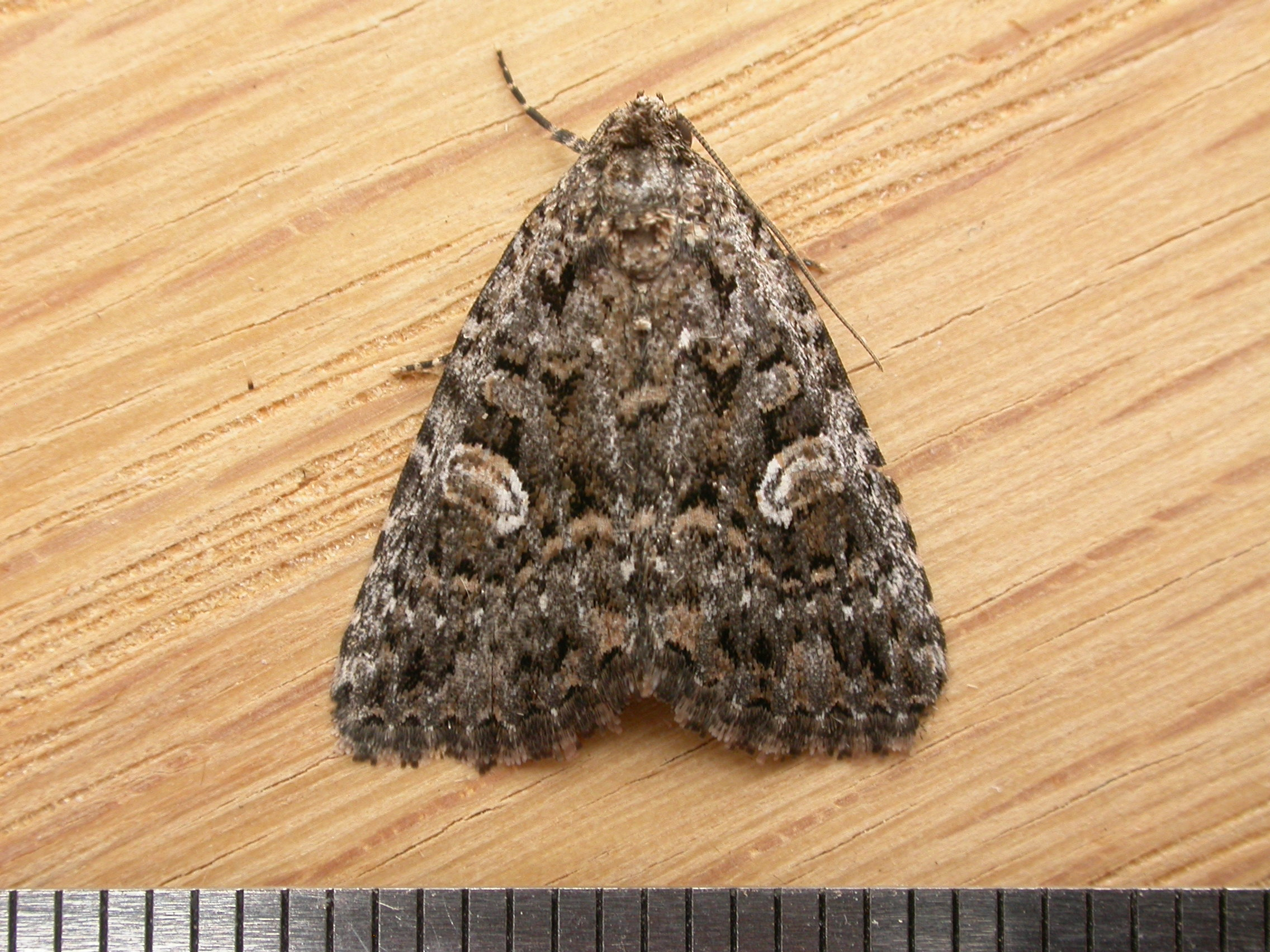
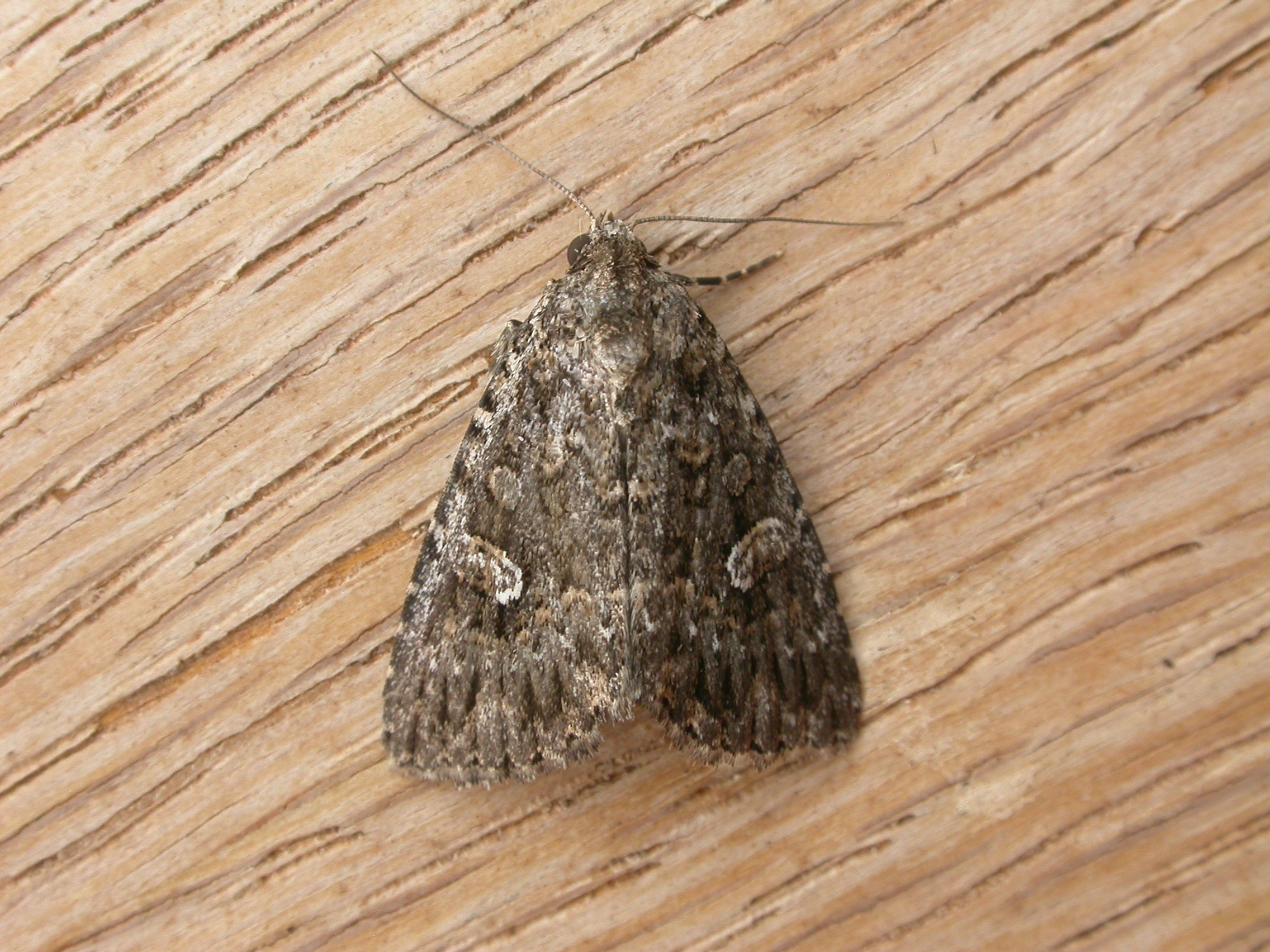
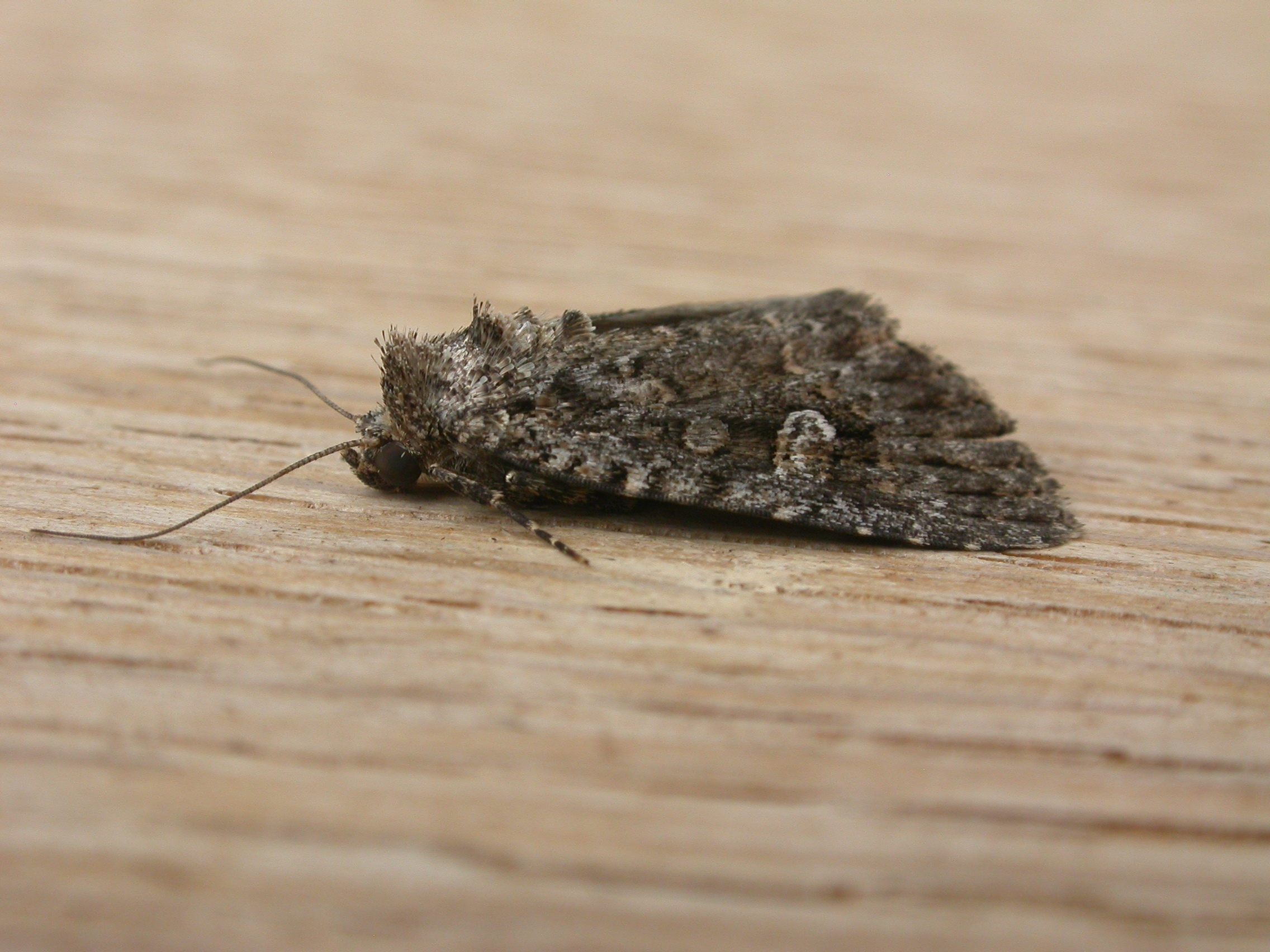